# Lentex
Lentex S.A. – przedsiębiorstwo w Lublińcu, producent włóknin.

## Historia
W 1911 roku powstała filia przędzalni Union Textile S.A. w Lublińcu. Do 1939 roku produkowała przędzę wełnianą czesankową. Pracę wznowiono dopiero w 1951 roku na skutek zniszczeń wojennych. W 1974 roku Zakłady Przemysłu Lniarskiego Lentex uruchomiły produkcję wykładzin PCW, które stały się sztandarowym produktem przedsiębiorstwa. W latach 1975–1976 następowała dalsza rozbudowa parku maszynowego, a w latach 1978–1986 zmodernizowano przędzalnię wchodzącą w skład przedsiębiorstwa. W latach 1994–1995 produkcję na tym wydziale zlikwidowano, przekazując wyposażenie nowo utworzonej spółce produkcyjno-handlowej na Ukrainie, która powstała z udziałem zakładów Lentex.
W 1995 roku przedsiębiorstwo przekształcono w jednoosobową spółkę Skarbu Państwa Lentex S.A. W 1996 roku akcje spółki zostały wniesione do Narodowych Funduszy Inwestycyjnych. Funduszem wiodącym został I NFI. 8 maja 1997 roku spółka weszła na warszawską giełdę. W 1997 roku otwarto nową linię do produkcji wykładzin szerokich. W 1998 roku otwarto magazyn wysokiego składowania wykładziny podłogowej. W 2002 roku spółka uzyskała certyfikat zgodności systemu jakości z wymaganiami normy PN-EN ISO 9001:2001. W 2003 roku swoje akcje sprzedały Narodowe Fundusze Inwestycyjne (łącznie 43,79% akcji). W latach 2004–2005 zwiększono moce w produkcji wykładzin. W roku 2007 rozbudowano potencjał produkcyjny włóknin. Inwestycji tej towarzyszyły: powiększenie powierzchni magazynowej włóknin, adaptacja hali pod nowy agregat oraz wykonanie stacji transformatorowej. W latach 2009–2010 spółka Lentex współpracowała z ukraińską siecią hipermarketów budowlanych Epicentr. W roku 2010 zwiększono pojemność magazynu wysokiego składowania wykładzin. 15 kwietnia 2011 Lentex S.A. kupił Zakład Tworzyw Sztucznych Gamrat S.A. z Jasła.